# 페드로 루이스 라소
페드로 루이스 라소 이글레시아스(스페인어: Pedro Luis Lazo Iglesias, 1973년 4월 15일~)는 쿠바의 은퇴한 야구 선수이다.
쿠바 국내 야구 리그의 피나델리오 팀 소속으로 뛰었으며, 1996년 애틀란타 올림픽부터 쿠바 야구 국가대표팀의 주축 투수로 활동하였다. 총 4번의 올림픽에 참가하여 2개의 금메달과 2개의 은메달을 획득하였다. 150km를 상회하는 빠른 볼과 140km 대의 빠른 슬라이더가 강점이다. 2009년 월드 베이스볼 클래식에도 참가했다. 이후 2010년 12월 27일 은퇴하였다.

## 올림픽

### 2008년 하계 올림픽
준결승 전인 미국과의 경기에서 3과 1/3 이닝을 던지고, 결승전인 대한민국과의 경기에도 등판했다. 6회부터 나왔지만 7회 박진만의 안타, 이종욱의 볼넷에 이은 이용규의 우익선상 2루타로 1실점하며 강판되었다.

## 월드 베이스볼 클래식

### 2006년
준결승 경기인 도미니카 공화국과의 경기에서 승리 투수가 되어 쿠바 야구 대표팀의 결승 진출에 공헌하였다.